# Casa Álvarez
La Casa Álvarez es una casona ubicada en la calle Q'era en el centro histórico del Cusco, Perú.

## Historia
Esta casa tuvo anexada a su vecina del lado noreste hasta 1658. En 1634 Gerónimo de Villafuerte era su propietario y la dona a Antonio Rodríguez de Villafuerte para que en 1658 Juan Castilla la compre. En 1689 Diego de la Raya la vende a Agustín Álvarez de Aguilar, por entonces esta casa poseía ranchería y panadería. La familia Álvarez posee esta casa hasta que en 1784 Margarita Jara es s propietaria, sucediéndola Ignacio Patoja, Rosa Siancas, Bernardino Cárdenas y Patricia Castilla en 1798, 1805, 1819 y 1825 sucesivamente.
Desde 1972 el inmueble forma parte de la Zona Monumental del Cusco declarada como Monumento Histórico del Perú. Asimismo, en 1983 al ser parte del casco histórico de la ciudad del Cusco, forma parte de la zona central declarada por la UNESCO como Patrimonio Cultural de la Humanidad.

## Descripción
El inmueble se encuentra en estado de emergencia. Consta de dos niveles, un patio y un canchón o área baldía. Exteriormente presenta una portada lítica con dintel monolítico, rematado por cornisa donde apoya el balcón principal. Tiene además dos puertas secundarias con jambaje lítico y dintel de madera y dos ventanas de igual jambaje. Todo el primer nivel exhibe contrazócalo de mampostería prehispánica reutilizada. 
El segundo nivel está compuesto hacia el lado derecho por dos balcones republicanos con antepecho de tres hiladas: de tableros rebajados las extremas y
de balaustrada torneada la central; sobre la portada se aprecia un exquisito balcón del siglo XIX de profusa talla, sustentado sobre ménsulas y cubierto por tejaroz, su antepecho está compuesto por tres hiladas de casetones tallados. 
Mediante el zaguán delimitado por arco lítico de medio punto hacia la galería adintelada, se accede al patio que está configurado por cuatro crujías de dos niveles originalmente: la del lado noroeste (de ingreso) con galería adintelada que sustenta el balcón y cobija las escaleras imperiales que arrancan desde el patio mismo, con pasos curvos y concéntricos; la crujía sureste aún muestra parte de la galería de arcos líticos que debió tener la casa. La crujía noreste exhibe un balcón en voladizo sustentado sobre ménsulas con pies derechos y doble balaustrada de madera torneada. La caja de escaleras está ubicada en la crujía este, es “en ele” o de dos tramos y tiene un arco de adobe al arranque. La estructura de la cubierta de este inmueble está hecha en el sistema de par y nudillo.